# Petersen House
La Petersen House est une ancienne maison de Washington, aux États-Unis. Le 15 avril 1865, elle voit la mort d'Abraham Lincoln, transporté là après avoir été tiré dessus dans le théâtre Ford voisin. Comme ce dernier, elle est aujourd'hui transformée en lieu de visite et est protégée au sein du Ford's Theatre National Historic Site.